# Morocco Open
Morocco Open, oficiálně Grand Prix De Son Altesse Royale La Princesse Lalla Meryem, je profesionální tenisový turnaj žen hraný v hlavním marockém městě Rabatu. Dějištěm jsou antukové dvorce Clubu des Cheminots. Jedná se o nejstarší událost WTA na africkém kontinentu. Spolu s mužským Grand Prix Hassan II v Marrákeši je jedním ze dvou afrických turnajů v nejvyšší úrovni tenisu, na mužském ATP Tour a ženském WTA Tour. 
Turnaj byl založen roku 2001 v rámci Tier V a od sezóny 2021 se řadí do kategorie WTA 250. Pojmenován byl na počest marocké princezny Lally Meryem.

## Historie
Po založení probíhal marocký turnaj v letech 2001–2004 v Casablance, odkud se přemístil na dva ročníky 2005–2006 do Rabatu. Následně se mezi roky 2007–2012 stalo dějištěm město Fes, aby se další tři sezóny 2013–2015 pořadatelství ujala Marrákeš, kde se hrálo v areálu Royal Tennis Club de Marrakech. V roce 2016 se turnaj po jedenácti letech vrátil do marocké metropole Rabatu na dvorce Club des Cheminots. V sezónách 2001–2004 byl řazen do kategorie Tier V a ročníky 2005–2008 se konaly v kategorie Tier IV.
Turnaj byl pojmenován na počest princezny Lally Meryem (nar. 1962), sestry marockého krále Muhammada VI. Odehrává se na otevřených antukových dvorcích a celková dotace činí 250 000 dolarů. Do soutěže dvouhry nastupuje třicet dva tenistek a čtyřhry se účastní šestnáct párů.
V ročníku 2007 se Sania Mirzaová stala první indickou tenistkou nasazenou jako číslo jedna ve dvouhře turnaje WTA Tour. V úvodním kole však nestačila na Argentinku Maríu Emiliu Salerniovou. Vedle toho figurovala i jako turnajová jednička ve čtyřhře, kterou s Vaniou Kingovou vyhrála. V letech 2020 a 2021 se turnaj nekonal pro pandemii covidu-19.

## Místa konání
- 2001–2004: Casablanca
- 2005–2006: Rabat
- 2007–2012: Fes
- 2013–2015: Marrákeš
- od 2016: Rabat

## Přehled finále

### Dvouhra
| Rok  | vítězka                        | finalistka                     | výsledek                       |
| ---- | ------------------------------ | ------------------------------ | ------------------------------ |
| 2025 | Maya Jointová                  | Jaqueline Cristianová          | 6–3, 6–2                       |
| 2024 | Peyton Stearnsová              | Majar Šarífová                 | 6–2, 6–1                       |
| 2023 | Lucia Bronzettiová             | Julia Grabherová               | 6–4, 5–7, 7–5                  |
| 2022 | Martina Trevisanová            | Claire Liuová                  | 6–2, 6–1                       |
| 2021 | nehráno pro pandemii covidu-19 | nehráno pro pandemii covidu-19 | nehráno pro pandemii covidu-19 |
| 2020 | nehráno pro pandemii covidu-19 | nehráno pro pandemii covidu-19 | nehráno pro pandemii covidu-19 |
| 2019 | Maria Sakkariová               | Johanna Kontaová               | 2–6, 6–4, 6–1                  |
| 2018 | Elise Mertensová               | Ajla Tomljanovićová            | 6–2, 7–6(7–4)                  |
| 2017 | Anastasija Pavljučenkovová     | Francesca Schiavoneová         | 7–5, 7–5                       |
| 2016 | Timea Bacsinszká               | Marina Erakovicová             | 6–2, 6–1                       |
| 2015 | Elina Svitolinová              | Tímea Babosová                 | 7–5, 7–6(7–3)                  |
| 2014 | María Teresa Torrová Florová   | Romina Oprandiová              | 6–3, 3–6, 6–3                  |
| 2013 | Francesca Schiavoneová         | Lourdes Domínguezová           | 6–1, 6–3                       |
| 2012 | Kiki Bertensová                | Laura Pousová Tiová            | 7–5, 6–0                       |
| 2011 | Alberta Briantiová             | Simona Halepová                | 6–4, 6–3                       |
| 2010 | Iveta Benešová                 | Simona Halepová                | 6–4, 6–2                       |
| 2009 | Anabel Medina Garriguesová     | Jekatěrina Makarovová          | 6–0, 6–1                       |
| 2008 | Gisela Dulková                 | Anabel Medina Garriguesová     | 7–6(7–2), 7–6(7–5)             |
| 2007 | Milagros Sequerová             | Aleksandra Wozniaková          | 6–1, 6–3                       |
| 2006 | Meghann Shaughnessyová         | Martina Suchá                  | 6–2, 3–6, 6–3                  |
| 2005 | Nuria Llagosteraová Vivesová   | Čeng Ťie                       | 6–4, 6–2                       |
| 2004 | Émilie Loitová                 | Ľudmila Cervanová              | 6–2, 6–2                       |
| 2003 | Rita Grandeová                 | Antonella Serra Zanettiová     | 6–2, 4–6, 6–1                  |
| 2002 | Patricia Wartuschová           | Klára Koukalová                | 5–7, 6–3, 6–3                  |
| 2001 | Zsófia Gubacsiová              | Maria Elena Camerinová         | 1–6, 6–3, 7–6(7–5)             |

### Čtyřhra
| Rok  | vítězky                                              | finalistky                                             | výsledek                       |
| ---- | ---------------------------------------------------- | ------------------------------------------------------ | ------------------------------ |
| 2025 | Maya Jointová Oxana Kalašnikovová                    | Angelica Moratelliová Camilla Rosatellová              | 6–3, 7–5                       |
| 2024 | Irina Chromačovová Jana Sizikovová                   | Anna Danilinová Sü I-fan                               | 6–3, 6–2                       |
| 2023 | Sabrina Santamariová Jana Sizikovová                 | Lidzija Marozavová Ingrid Gamarra Martinsová           | 3–6, 6–1, [10–8]               |
| 2022 | Eri Hozumiová Makoto Ninomijová                      | Monica Niculescuová Alexandra Panovová                 | 6–7(7–9), 6–3, [10–8]          |
| 2021 | nehráno pro pandemii covidu-19                       | nehráno pro pandemii covidu-19                         | nehráno pro pandemii covidu-19 |
| 2020 | nehráno pro pandemii covidu-19                       | nehráno pro pandemii covidu-19                         | nehráno pro pandemii covidu-19 |
| 2019 | María José Martínez Sánchezová Sara Sorribes Tormová | Georgina García Pérezová Oxana Kalašnikovová           | 7–5, 6–1                       |
| 2018 | Anna Blinkovová Ioana Raluca Olaruová                | Georgina García Pérezová Fanny Stollárová              | 6–4, 6–4                       |
| 2017 | Tímea Babosová Andrea Hlaváčková                     | Nina Stojanovićová Maryna Zanevská                     | 2–6, 6–3, [10–5]               |
| 2016 | Xenia Knollová Aleksandra Krunićová                  | Tatjana Mariová Ioana Raluca Olaruová                  | 6–3, 6–0                       |
| 2015 | Tímea Babosová Kristina Mladenovicová                | Laura Siegemundová Maryna Zanevská                     | 6–1, 7–6(7–5)                  |
| 2014 | Garbiñe Muguruzaová Romina Oprandiová                | Katarzyna Piterová Maryna Zanevská                     | 4–6, 6–2, [11–9]               |
| 2013 | Tímea Babosová Mandy Minellaová                      | Petra Martićová Kristina Mladenovićová                 | 6–3, 6–1                       |
| 2012 | Petra Cetkovská Alexandra Panovová                   | Irina-Camelia Beguová Alexandra Cadanțuová             | 3–6, 7–6(7–5), [11–9]          |
| 2011 | Andrea Hlaváčková Renata Voráčová                    | Nina Bratčikovová Sandra Klemenschitsová               | 6–3, 6–4                       |
| 2010 | Iveta Benešová Anabel Medina Garriguesová            | Lucie Hradecká Renata Voráčová                         | 6–3, 6–1                       |
| 2009 | Alisa Klejbanovová Jekatěrina Makarovová             | Sorana Cîrsteaová Maria Kirilenková                    | 6–3, 2–6, 10–8                 |
| 2008 | Sorana Cîrsteaová Anastasija Pavljučenkovová         | Alisa Klejbanovová Jekatěrina Makarovová               | 6–2, 6–2                       |
| 2007 | Vania Kingová Sania Mirzaová                         | Andreea Ehrittová-Vancová Anastasia Rodionovová        | 6–1, 6–2                       |
| 2006 | Jen C’ Čeng Ťie                                      | Ashley Harkleroadová Bethanie Matteková                | 6–1, 6–3                       |
| 2005 | Émilie Loitová Barbora Strýcová                      | Lourdes Domínguezová Nuria Llagosteraová               | 3–6, 7–6(7–5), 7–5             |
| 2004 | Marion Bartoliová Émilie Loitová                     | Katarina Srebotniková Els Callensová                   | 6–4, 6–2                       |
| 2003 | María Emilia Salerniová Gisela Dulková               | Jelena Tatarkovová Henrieta Nagyová                    | 6–3, 6–4                       |
| 2002 | Patricia Wartuschová Petra Mandulová                 | Gisela Dulková Conchita Martínez Granadosová           | 6–2, 6–1                       |
| 2001 | Åsa Carlssonová Lubomira Bačevová                    | María Emilia Salerniová María José Martínez Sánchezová | 6–3, 6–7(4–7), 6–1             |